# Kondrat Andrejewitsch Lochwizki
Kondrat Andrejewitsch Lochwizki  (russisch Кондрат Андреевич Лохвицкий; * 26. Februarjul. / 9. März 1774greg.; † 11. Septemberjul. / 23. September 1849greg. in Kiew, Russisches Kaiserreich) war ein russischer Verwaltungsbeamter, Historiker, Archäologe und Museologe. Er hatte herausgehobene Verwaltungspositionen inne, begründete aber auch das erste Museum in Kiew und verlieh der Entwicklung wissenschaftlicher Bildungseinrichtungen dieser Stadt wichtige Impulse.

## Leben und Werk
Lochwizki war Waise. Chariton Andrejewitsch Tschebotarjow, ab 1803 Rektor der Kaiserlichen Moskauer Universität, nahm sich seiner Ausbildung an. 1790 trat Lochwizki in den Staatsdienst ein. Zunächst diente er in der Staatsrechnungsexpedition (Экспедиция о государственных доходах), danach im Admiralitäts- und im Militärkollegium. Im Jahr 1816 wurde ihm der Dienstrang eines Staatsrates verliehen. Nach seiner Pensionierung 1823 kaufte er ein Haus in Kiew und zog 1824 in diese Stadt.
Hier begann Lochwizki sich mit der Archäologie zu befassen. Er führte Ausgrabungen durch und systematisierte die Ergebnisse seine Forschungen. Eine seiner ersten Ausgrabungen war die Zehntkirche in Kiew im Jahr 1824. Das ursprüngliche, altrussische Gebäude war bei der mongolischen Invasion zerstört worden. An seine Stelle trat im 16. Jahrhundert eine kleinere Kirche, die zu Anfang des 19. Jahrhunderts bereits verfallen war. Metropolit Jewgeni Bolchowitinow ordnete 1824 die Beräumung der Fundamente an. Lochwizki und der russische Architekt Nikolai Jefimowitsch Jefimow nutzen die Gelegenheit zu Untersuchungen und fanden dabei Reste von Marmor, Mosaiken und Fresken. Ab 1828 wurde ein Teil der Fundamente mit der neuen Zehntkirche überbaut.
Lochwizki untersuchte auch 1832 die Ruine des Goldenen Tores in Kiew. Anlass war die Vorbereitung des Besuchs des Kaisers Nikolaus I., der den Erhalt des Denkmals anordnete und weitere Mittel für Ausgrabungen zur Verfügung stellte. Bei den Ausgrabungen wurden die zwei parallelen Mauern der Tordurchfahrt freigelegt. Die Mauern waren in einer Mischtechnik ausgeführt, die der bei der Hagia Sophia verwendeten ähnelte. Lochwizki beaufsichtigte die Arbeiten zur Erhaltung der noch vorhandenen Bausubstanz. Er führte Tagebücher über seine Ausgrabungen, die für die Jahre 1832 und 1833 erhalten geblieben sind.
1832 grub Lochwizki die Überreste einer alten Kirche in der Nähe der damaligen Kirche des heiligen Nikolaus von Jordanien aus. Er fand große, unbearbeitete Steine und dünne Ziegel mit den Maßen 26,5 × 35,5 cm, die eine starke Mörtelschicht eingebettet waren, ebenso Reste von Fresken. Wahrscheinlich handelte es sich bei den freigelegten Artefakten nicht nur um Fundamente, sondern auch um Mauerreste. Lochwizki war der Ansicht, die Kirche des heiligen Elias aufgefunden zu haben, in der russische Krieger im Jahre 945 den Griechen die Treue geschworen haben sollen. Diese Interpretation gilt allerdings als überholt. Allgemein werden die Ruinen der Überreste der Kirche des Heiligen Nikolaus von Jordanien zugeordnet und mit der „Geschichte vom Wunder des Heiligen Nikolaus über das polowzische Volk“ in Verbindung gebracht, die offenbar aus dem 11. bis 12. Jahrhundert stammt.

Lochwizki stellte seine Sammlungen über die Architektur der alten Kiew, die Entwicklung des Handwerks und das Leben ihrer Bewohner der Kaiserlichen Wladimir-Universität Kiew bei ihrer Gründung 1834 zur Verfügung, ebenso seine Mineraliensammlung. Im gleichen Jahr wurde er auch Beamter für Sonderaufgaben des Kiewer Militär und Generalgouverneurs und Gouverneurs von Podolsk und Wolhynien. Von 1835 bis 1837 war er Mitglied des Provisorischen Komitees für das Studium für Altertümer in Kiew, der ersten wissenschaftlich-historischen Gesellschaft der Stadt. Er gründete auch das erste Museum in Kiew, das Museum für Kiewer Altertümer an der Universität Kiew und war 1836/37 dessen erster Direktor.

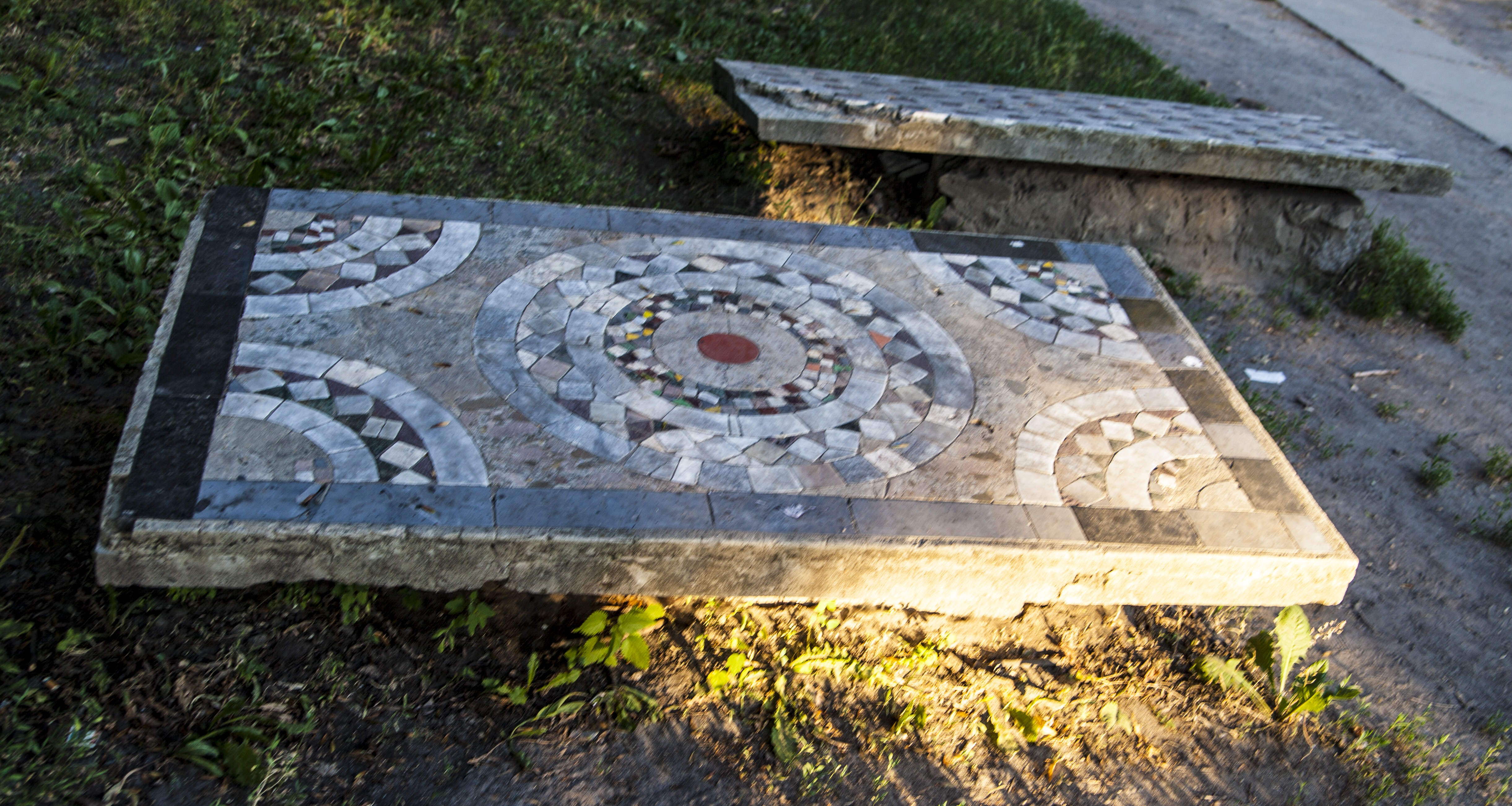
Fußbodenmosaik der Zehntkirche
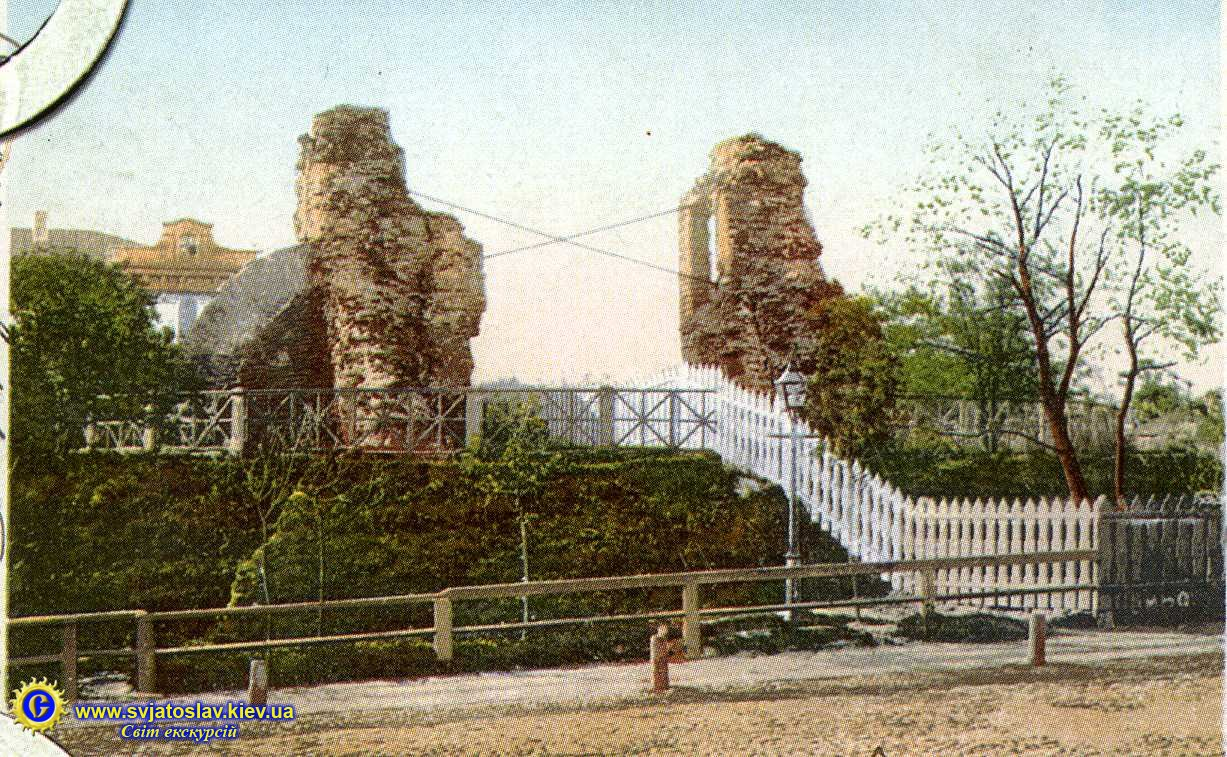
Das Goldene Tor mit den von Lochwizki veranlassten Sicherungsmaßnahmen, Zustand Anfang 20. Jahrhundert